# 材料塔楼
材料塔楼（Torre Materita）是意大利南部卡普里岛上一个古老的中世纪塔楼改建的别墅，位于从阿纳卡普里镇通往彭塔卡雷尼亚灯塔的路上。
别墅由圣雅各伯修道院的修士建于1378年，用于防御撒拉森人的入侵。从1908年至1943年，它是是瑞典医生和作家阿克塞尔·蒙特（Axel Munthe）的住所。在这里，蒙特医生写下了他最著名的一本书《圣弥额尔的故事》。